# 汉东郡
汉东郡，中国隋朝时设置的郡。
大业三年（607年）改随州置，治所在随县（今湖北省随州市）。辖境同随州。唐朝武德（618年—626年）初年，复为随州。天宝元年（742年）又改汉东郡。下辖随县、光化县、枣阳县、唐城县（今湖北省随州市唐县镇）。乾元元年（758年）复为随州。
唐朝汉东郡太守
- 宋尚（天宝初年）
- 王忠嗣（748年—749年）